# Behörde für Gesundheit und Verbraucherschutz

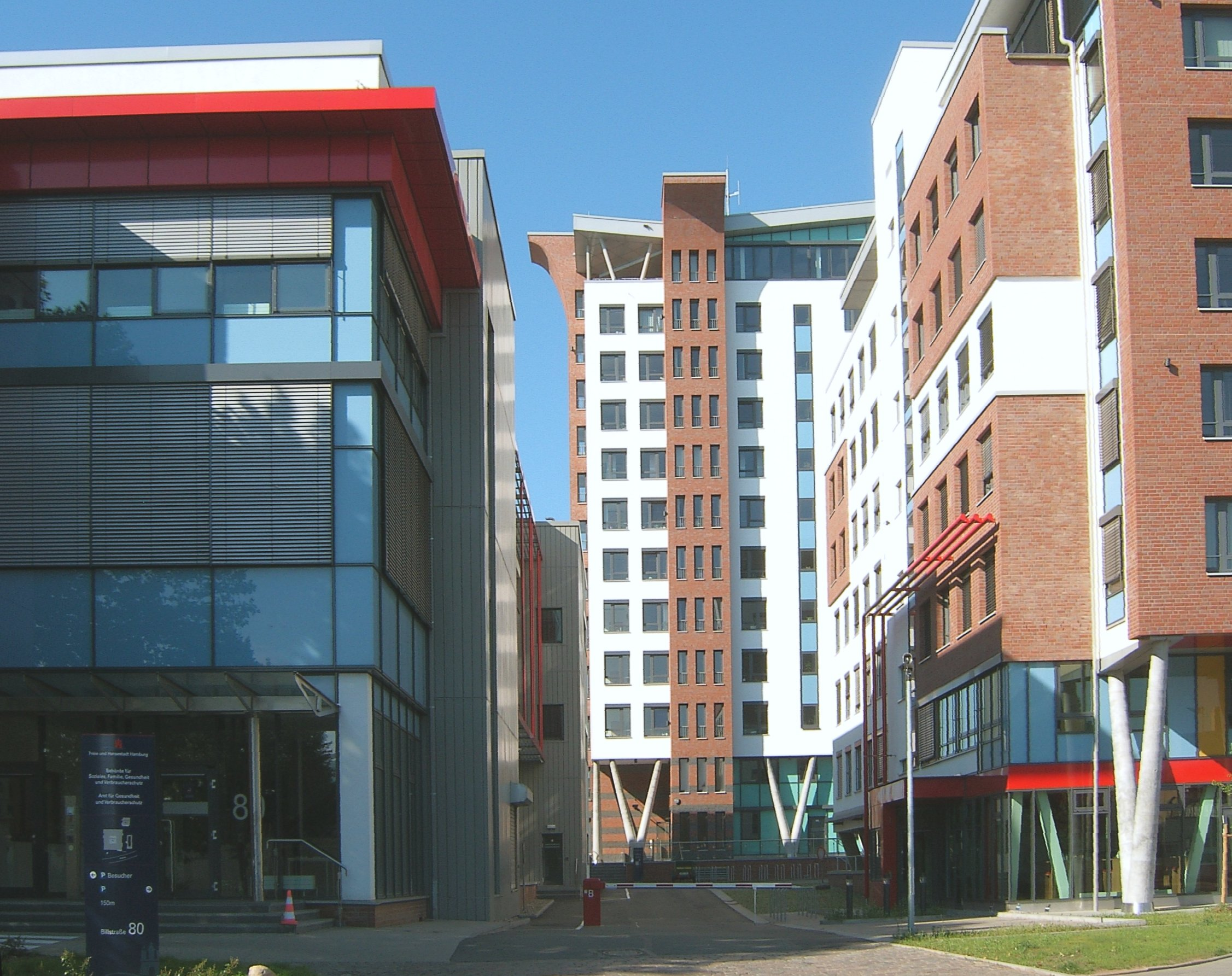
Billstraße 80

Die Hamburger Behörde für Gesundheit und Verbraucherschutz (BGV) war von 2011 bis 2020 eine von damals elf Fachbehörden des Senats der Freien und Hansestadt Hamburg und das für die Gesundheitspolitik und den Verbraucherschutz zuständige Ministerium in der Hansestadt. Die Behörde hatte ihren Sitz in der Billstraße 80 in Hamburg-Rothenburgsort.
Die Behörde wurde 2011 im Zuge der Neubildung des Senates unter Olaf Scholz aus Teilen der früheren Behörde für Soziales, Familie, Gesundheit und Verbraucherschutz gebildet. Senatorin und Präses der Behörde für Gesundheit und Verbraucherschutz war Cornelia Prüfer-Storcks (SPD), Staatsrat war zuletzt seit 1. November 2018 Matthias Gruhl (parteilos). Im Zuge der Bildung des rot-grünen Senats Tschentscher II wurde die Behörde im Juni 2020 wieder aufgelöst und ihre Zuständigkeitsbereiche auf verschiedene andere Senatsbehörden aufgeteilt. Das Amt Gesundheit wurde wieder in die Behörde für Arbeit, Gesundheit, Soziales, Familie und Integration (Sozialbehörde) eingegliedert. Die Kompetenzen im Bereich Verbraucherschutz wurden an die Behörde für Justiz und Verbraucherschutz übertragen.

## Behördengeschichte
Eine Gesundheitsbehörde wurde erstmals 1920 geschaffen aus dem vormaligen Medizinalkollegium, dem Krankenhauskollegium und einem Teil der Polizeibehörde (Gesundheitspolizei). Auch nach dem Zweiten Weltkrieg gab es von 1947 bis 1988 eine eigenständige Gesundheitsbehörde, danach gehörte das Ressort abwechselnd zur Sozial-, Umwelt- oder Wissenschaftsbehörde.
2011 wurde die Behörde wieder eigenständig und gemeinsam mit dem Bereich „Verbraucherschutz“ geführt. Im Zuge der Bildung des rot-grünen Senates Tschentscher II wurde die BGV im Juni 2020 erneut aufgelöst und das Gesundheitsressort wieder ein Teil der Sozialbehörde. Der Bereich Verbraucherschutz wurde der Justizbehörde angegliedert, das bisher der BGV nachgeordnete Institut für Hygiene und Umwelt ging in die Zuständigkeit der Behörde für Umwelt und Energie, jetzt Behörde für Umwelt, Klima, Energie und Agrarwirtschaft über.

## Organisation

### Amt für Zentrale Dienste
- Z1: Gesundheitswirtschaft, Internationales, Beteiligungen
- Z2: Personal und Ressourcensteuerung
- Z3: IT und Verwaltungsservice

### Amt für Gesundheit
- G1: Gesundheitliche und pflegerische Versorgung, Gesundheitsberufe und Senioren
- G2: Öffentlicher Gesundheitsdienst, Gesundheitshilfen und Prävention
  - G21: Prävention, Gesundheitsförderung und ÖGD
  - G22: Drogen und Sucht
  - G23: Hamburgisches Krebsregister

### Amt für Verbraucherschutz
- V: Verbraucherschutz
  - V1: Lebensmittelsicherheit und Veterinärwesen
    - V1/EA: Veterinär- und Einfuhramt (ehem. Grenzdienst)

  - V2: Produkt- und Anlagensicherheit
  - V3: Amt für Arbeitsschutz
  - V4: Pharmaziewesen und Medizinprodukte
  - V6: Wirtschaftlicher Verbraucherschutz

## Weitere Einrichtungen
- Amt für Arbeitsschutz
- CASA blanca: Beratungszentrum für sexuell übertragbare Erkrankungen und AIDS
- Hamburg Port Health Center (HPHC): Öffentlicher Gesundheitsschutz im Hafen und Flughafen
- Hamburgisches Krebsregister[5]
- Institut für Hygiene und Umwelt
- Landesprüfungsamt für Heilberufe
- Suchtberatung jugend.drogen.beratung. kö[6]
- Zentralinstitut für Arbeitsmedizin und Maritime Medizin